# 李永得
李永得（1955年5月30日—）是臺灣傳媒人士、政治人物，現任中央通訊社董事長。曾任公共電視文化事業基金會總經理、高雄市副市長、客家委員會主任委員、文化部部長、行政院政務委員等要職。

## 早年
李永得出生於臺灣高雄縣美濃鎮（今高雄市美濃區）福安里，在他任職自立晚報記者時，曾奉報社要求與徐璐在戒嚴時期前往中國大陸進行報導。

## 個人生活
李永得有兩段婚姻。他與第一任妻子謝書書（現任宏碁供應商管理處長），育有一女（李杭）。2011年4月，李永得與立法委員邱議瑩結婚。

## 爭議

### 被盤查事件
2017年3月19日，李永得在台北轉運站因遭警方盤查，要求他出示證件，李永得向警方表示他只是購物沒有帶身分證，而在警方進一步要求他報上身分證字號時，李永得要求警方告知盤查的理由與相關法令，此時在一路人介入下，警方放棄盤查，事後在臉書PO文痛批台北市變成警察國家，但遭網友嗆耍官威。李永得舉出司法院釋字第535號解釋批評警方，並澄清他是以民眾立場跟警方理性論法。亦有人認為臨檢的方式與法定程序及要件不符
。
李永得的妻子，立法委員邱議瑩受訪時說，警方解釋因為李永得穿夾腳拖鞋狀似匆忙而被攔查的說法實在是「超瞎的」，其臉書隨遭灌爆痛批。負責攔查的臺北市警察局保安警察大隊第五中隊長陳豐盛受訪說員警態度良好依法行事，很辛苦很認真並無不妥，而挨批的員警也表示很無辜。台北市警察局局長邱豐光指示督察室詳加調查。台北市市長柯文哲回應，以保安大隊解釋為準，一切依法行政。
3月20日，台北市警察局督察室調查盤查李永得之案，認定警員沒有違失。

## 外部連結
| 中華民國政府職務 | 中華民國政府職務                                                       | 中華民國政府職務 |
| ---------------- | ---------------------------------------------------------------------- | ---------------- |
| 行政院           |                                                                        |                  |
| 前任： 羅文嘉    | 行政院客家委員會主任委員（首次） 第四任 2005年3月14日－2008年5月19日   | 繼任： 黃玉振    |
| 前任： 鍾萬梅    | 中華民國客家委員會主任委員（再次） 第九任 2016年5月20日－2020年5月19日 | 繼任： 楊長鎮    |
| 前任： 鄭麗君    | 文化部部長 第四任 2020年5月20日－2023年1月30日                         | 繼任： 史哲      |